# Bonita (imię)
Bonita – żeńskie imię łacińskie, oznaczające "człowieka o dobrym sercu", pierwotnie pochodzące od zdrobnienia od przymiotnika bonus — "dobry". Patronem tego imienia jest św. Bonet (Bonitus).
Bonita imieniny obchodzi 12 stycznia.
Forma żeńska imienia Bonit.